# Réacteur CNP
Le réacteur CNP est un réacteur nucléaire de conception chinoise développé depuis les années 1970 par la Compagnie nucléaire nationale chinoise (CNNC). Il appartient à la filière des réacteurs à eau pressurisée (REP) et à la deuxième génération de réacteur nucléaire. 
Il existe trois modèles de réacteur CNP d'une puissance croissante : le CNP-300 de 300 MWe, le CNP-600 de 600 MWe et le CNP-1000 de 1 000 MWe.
Depuis 2021 dix-sept réacteurs CNP sont opérationnels : cinq CNP-300, six CNP-600 et six CNP-1000 en Chine et au Pakistan. Aucun nouveau réacteur CNP n'est en construction ou en projet.
Un réacteur de troisième génération est dérivé du CNP-1000 : l'ACP-1000. Ce dernier n'est construit qu'à deux exemplaires à la centrale de Kanupp au Pakistan. Sa conception est rapprochée de celle de l'ACPR-1000+ de CGNPC pour donner un unique modèle de réacteur nucléaire chinois nommé Hualong-1.
Un petit réacteur modulaire de 125 MWe nommé ACP100 est dérivé des réacteurs CNP. Un exemplaire est en cours de construction à la centrale de Changjiang en Chine.

## CNP-300
Le CNP-300 est un réacteur nucléaire à eau pressurisée développé par la Compagnie nucléaire nationale chinoise (CNNC).
Il s'agit de la première conception chinoise d'un réacteur nucléaire commercial national, dont le développement commence dans les années 1970 sur la base d'une conception de réacteur nucléaire de sous-marin,.
Le réacteur a une puissance électrique nette de 300 MWe, une puissance électrique brute de 325 MWe et une puissance thermique de 999 MWth. Son circuit primaire ne compte qu'une unique boucle. Ce réacteur est constructible à l'unité.
La première unité CNP-300 entre en opération à la centrale nucléaire de Qinshan le 1er avril 1994. Il s'agit du plus ancien réacteur nucléaire civil chinois en activité.
Le CNP-300 est le premier réacteur nucléaire chinois à être exporté, avec l'installation d'une première unité à la centrale nucléaire de Chashma au Pakistan, mise en service en 2000. Trois autre unités sont achevés et entrent en service commerciale en 2011, 2016 et 2017 dans cette même centrale,.

## CNP-600
Le CNP-600 est un réacteur nucléaire à eau pressurisée de génération II toujours développé par la CNNC.
Il est basé à la fois sur la conception du premier réacteur nucléaire domestique commercial de Chine, le CNP-300, ainsi que sur le réacteur français M310  construit à la centrale nucléaire de Daya Bay (mais dans une version réduite aux 2/3 de sa puissance),. Ce réacteur n'est constructible que par paire, plusieurs bâtiments étant commun à deux réacteurs (caractéristique issu du réacteur M310).
Le réacteur a une puissance électrique nette de 600 MWe, une puissance électrique brute de 650 MWe et une puissance thermique de 1 930 MWth. Il possède un circuit primaire à deux boucles. Son cœur contient 121 assemblages combustibles, et l'enceinte de confinement est à simple paroi. Le CNP-600 est conçu pour avoir une durée de vie de 40 ans et un cycle de combustible de 12 mois.
La première unité CNP-600 commence à fonctionner à la centrale nucléaire de Qinshan en 2002 suivi de trois autres unités à la même centrale connectées au réseau entre 2004, 2010 et 2011. Deux autres réacteurs CNP-600 sont construits à la centrale nucléaire de Changjiang, et mis en service en 2015 et 2016.

## CNP-1000
Le CNP-1000 est un réacteur nucléaire à eau pressurisée développé par la Compagnie nucléaire nationale chinoise (CNNC) à partir du CNP-600. Les travaux sur le projet ont démarré dans les années 1990 avec l'aide des fabricants Westinghouse et Framatome. Sa puissance électrique nette est de 1 000 MWe, sa puissance électrique brute de 1 100 MWe et sa puissance thermique de 2 900 MWth. L'augmentation de puissance est permise entre autres par un circuit primaire à trois boucles. Il inclut également des systèmes de sûreté améliorés, et une durée de vie à la conception de 60 ans. Comme le CNP-600, ce réacteur n'est constructible que par paire, plusieurs bâtiments étant communs à deux réacteurs.
Les premiers CNP-1000 devaient être construits à la centrale de Fangjashan, à proximité de la centrale de Qinshan. Cependant, la conception retenue pour ce site fut le CPR-1000 de CGNPC. Ultérieurement, six CNP-1000 seront construits en Chine : quatre à la centrale chinoise de Fuqing (unités 1 à 4) mis en service en 2014, 2015, 2016 et 2017 ; ainsi que deux autres à la centrale de Tianwan (unités 5 et 6) mis en service en 2020 et 2021. 
Les études ultérieures sur le CNP-1000 sont abandonnées en faveur du développement de l'ACP-1000 (cf infra).

## ACP-1000
L'ACP-1000 est un réacteur à eau pressurisée toujours développé par la CNNC à partir du CNP-1000, mais appartenant à la troisième génération de réacteur nucléaire doté d'une sûreté nucléaire améliorée. En 2016, il est présenté par la Chine comme étant un réacteur 100% chinois, développé indépendamment de licences étrangères. Ce réacteur est constructible à l'unité. 
Sa puissance électrique nette est de 1 000 MWe, sa puissance électrique brute de 1 100 MWe et sa puissance thermique de 3 050 MWth. Sa durée de vie minimum à la conception est de 60 ans. Le circuit primaire est toujours à trois boucles. Le cœur du réacteur comprend 177 assemblages combustibles pour un cycle de recharge tous les 18 mois. Sur le plan de la sûreté, l'enceinte de confinement est à double paroi, et le réacteur possède des systèmes de sauvegarde actifs et passifs.
Les deux premiers ACP-1000 devaient être les unités no 5 et 6 de la centrale chinoise de Fuqing. Mais fin 2011 sous la pression de l’Agence Nationale de l’Énergie Chinoise (NEA), la CNNC et la CGNPC se voient obligés de faire converger leurs deux réacteurs de troisième génération respectifs (l'ACP-1000 de CNNC et l'ACPR-1000+ de CGNPC) vers un unique modèle commun nommé ACC-1000,,,,. Ce réacteur est finalement renommé Hualong-1 (ou HPR-1000) et remplace tous les réacteurs ACP-1000 et ACPR-1000+ prévus en Chine,. Les unités no 5 et 6 de la centrale chinoise de Fuqing sont alors les deux premiers Hualong-1 (construits par CNNC et donc proche de l'ACP-1000) à entrer en service commercial en 2021 et 2022.
Deux réacteurs ACP-1000 sont néanmoins construits à l'export, au Pakistan, à la centrale nucléaire de Kanupp. Ce sont les unités no 2 et 3, entrées en service commercial respectivement en 2021 et 2022.

## ACP100 ou «Linglong-1»
L'ACP100 ou « Linglong-1 » est un petit réacteur nucléaire modulaire à eau pressurisée (dit PRM ou SMR pour Small Modular Reactor) de 100 MWe. Il est développé par CNNC depuis 2010 à partir du design de l'ACP-1000. Son design préliminaire est validé en 2014, et il devient en 2016 le premier PRM au monde à valider une analyse de sûreté par l'Agence internationale de l'énergie atomique. Ce réacteur est destiné à la production d'électricité, mais aussi de chaleur, de vapeur, ou pour la désalinisation de l'eau de mer,.
La Chine annonce également en 2016 un projet démonstrateur d'un réacteur nucléaire flottant à partir d'une version dérivée nommée ACP100S.
La majeure partie des composants du circuit primaire sont installés à l’intérieur de la cuve du réacteur. Le cœur du réacteur comprend 57 assemblages combustibles d'uranium faiblement enrichi. L'ACP100 est construit en partie enterré dans le sol,.
En mars 2019, le ministère de l’environnement chinois autorise la construction d'un premier démonstrateur de Linglong-1 à la centrale nucléaire de Changjiang sur l’ile d'Hainan. Le projet est validé par CNNC en juillet 2019 et sa construction débute en juillet 2021.

## Réacteurs CNP, ACP-1000 et ACP100 dans le monde
Les caractéristiques des réacteurs sont données dans le tableau ci-après, les données sont principalement issues de la base de données PRIS (Power Reactor Information System) de l’Agence internationale de l'énergie atomique (AIEA).
Base de données établie par l'AIEA qui définit ainsi les termes :
- La puissance nette correspond à la puissance électrique délivrée sur le réseau et sert d'indicateur en termes de puissance installée,
- La puissance brute correspond à la puissance délivrée par l'alternateur (= puissance nette augmentée de la consommation interne de la centrale),
- La puissance thermique correspond, à la puissance délivrée par la chaudière nucléaire

Le début de construction correspond à la date de coulage des fondations du bâtiment réacteur. Une tranche (nom utilisé pour un réacteur complet) est considérée comme opérationnelle après son premier couplage au réseau. La mise en service commercial est le transfert contractuel de l’installation du constructeur vers le propriétaire ; en principe après réalisation des tests réglementaires et contractuels et après fonctionnement continu à 100 % pendant une durée définie au contrat de construction.
| Pays     | Centrale   | Unité | Modèle                              | Puissance   | Puissance   | Puissance       | Début de construction | Raccordement au réseau | Mise en service commercial |
| Pays     | Centrale   | Unité | Modèle                              | nette (MWe) | brute (MWe) | thermique (MWt) | Début de construction | Raccordement au réseau | Mise en service commercial |
| -------- | ---------- | ----- | ----------------------------------- | ----------- | ----------- | --------------- | --------------------- | ---------------------- | -------------------------- |
| Chine    | Changjiang | 1     | CNP-600                             | 601         | 650         | 1 930           | 25 avril 2010         | 7 novembre 2015        | 25 décembre 2015           |
| Chine    | Changjiang | 2     | CNP-600                             | 601         | 650         | 1 930           | 21 novembre 2010      | 20 juin 2016           | 12 août 2016               |
| Chine    | Fuqing     | 1     | CNP-1000                            | 1 000       | 1 089       | 2 905           | 21 novembre 2008      | 20 août 2014           | 22 novembre 2014           |
| Chine    | Fuqing     | 2     | CNP-1000                            | 1 000       | 1 089       | 2 905           | 17 juin 2009          | 6 août 2015            | 16 octobre 2015            |
| Chine    | Fuqing     | 3     | CNP-1000                            | 1 000       | 1 089       | 2 905           | 31 décembre 2010      | 7 septembre 2016       | 24 octobre 2016            |
| Chine    | Fuqing     | 4     | CNP-1000                            | 1 000       | 1 089       | 2 905           | 17 novembre 2012      | 29 juillet 2017        | 17 septembre 2017          |
| Chine    | Qinshan    | 1     | CNP-300                             | 298         | 310         | 966             | 20 mars 1985          | 15 décembre 1991       | 1er avril 1994             |
| Chine    | Qinshan    | 2-1   | CNP-600                             | 610         | 650         | 1 930           | 2 juin 1996           | 6 février 2002         | 15 avril 2002              |
| Chine    | Qinshan    | 2-2   | CNP-600                             | 610         | 650         | 1 930           | 1er avril 1997        | 11 mars 2004           | 3 mai 2004                 |
| Chine    | Qinshan    | 2-3   | CNP-600                             | 610         | 650         | 1 930           | 28 avril 2006         | 1er août 2010          | 5 octobre 2010             |
| Chine    | Qinshan    | 2-4   | CNP-600                             | 610         | 650         | 1 930           | 28 janvier 2007       | 25 novembre 2011       | 30 décembre 2011           |
| Chine    | Tianwan    | 5     | CNP-1000                            | 1 000       | 1 118       | 2 905           | 27 décembre 2015      | 8 août 2020            | 9 septembre 2020           |
| Chine    | Tianwan    | 6     | CNP-1000                            | 1 000       | 1 118       | 2 905           | 7 septembre 2016      | 11 mai 2021            | 2 juin 2021                |
| Pakistan | Chashma    | 1     | CNP-300                             | 300         | 325         | 999             | 1er août 1993         | 13 juin 2000           | 15 septembre 2000          |
| Pakistan | Chashma    | 2     | CNP-300                             | 300         | 325         | 999             | 28 décembre 2005      | 14 mars 2011           | 18 mai 2011                |
| Pakistan | Chashma    | 3     | CNP-300                             | 315         | 340         | 999             | 28 mai 2011           | 15 octobre 2016        | 6 décembre 2016            |
| Pakistan | Chashma    | 4     | CNP-300                             | 313         | 340         | 999             | 18 décembre 2011      | 25 juin 2017           | 19 septembre 2017          |
| Pakistan | Kanupp     | 2     | ACP-1000 / Hualong-1 (version CNNC) | 1 017       | 1 100       | 3 060           | 20 août 2015          | 18 mars 2021           | 21 mai 2021                |
| Pakistan | Kanupp     | 3     | ACP-1000 / Hualong-1 (version CNNC) | 1 017       | 1 100       | 3 060           | 31 mai 2016           | 4 mars 2022            | 18 avril 2022              |

| Pays  | Centrale   | Unité      | Modèle | Puissance   | Puissance   | Puissance       | Début de construction | Raccordement au réseau | Mise en service commercial |
| Pays  | Centrale   | Unité      | Modèle | nette (MWe) | brute (MWe) | thermique (MWt) | Début de construction | Raccordement au réseau | Mise en service commercial |
| ----- | ---------- | ---------- | ------ | ----------- | ----------- | --------------- | --------------------- | ---------------------- | -------------------------- |
| Chine | Changjiang | Linglong-1 | ACP100 | 100         | 125         | 385             | 13 juillet 2021       |                        |                            |